# Dicliptera betonicoides
Dicliptera betonicoides är en akantusväxtart som beskrevs av Spencer Le Marchant Moore. Dicliptera betonicoides ingår i släktet Dicliptera och familjen akantusväxter. Inga underarter finns listade i Catalogue of Life.